# Michael Knowles
Michael Sydney Knowles (Spondon, Derbyshire, Engeland, 26 april 1937) is een Engels acteur en scenarioschrijver.
Knowles overwoog om medicijnen te gaan studeren, voordat hij acteur werd. Hij debuteerde in 1969 in een aflevering van Dad's Army. Bekende rollen van Knowles zijn die van de sukkelige kapitein Ashwood in de comedyserie It Ain't Half Hot Mum en die van Teddy Meldrum in de serie You Rang, M'Lord?. Ook speelde hij rolletjes in enkele films, waaronder in That's Your Funeral en Vampire's Kiss.
Knowles schreef samen met Harold Snoad de radio-adaptie van Dad's Army. Gedurende de jaren 70 schreef hij enkele afleveringen voor de serie Are You Being Served?. Hij was in deze serie ook tweemaal te zien in een gastrol. 
Eind jaren 80 schreef hij afleveringen voor de serie High and Dry. 
Anno 2004 verscheen in een commercial omtrent de serie Emmerdale Farm.

## Filmografie
- Dad's Army Televisieserie - Kapitein Cutts (Afl., The Loneliness of the Long Distance Walker, 1969|The Bullet Is Not for Firing, 1969)
- Up Pompeii Televisieserie - Plotter (Afl., The Ides of March, 1970)
- Dad's Army Televisieserie - Officier Explosieven Opruimings Commando (Afl., Sergeant - Save My Boy!, 1970)
- Dad's Army (1971) - Staf-kapitein
- The Flesh and Blood Show (1972) - Curran
- That's Your Funeral (1972) - Man met auto (bij benzinestation)
- Are You Being Served? Televisieserie - Klant (Afl., Pilot, 1972)
- Dad's Army Televisieserie - Kapitein Stewart (Afl., Round and Round Went the Great Big Wheel, 1972)
- Comedy Playhouse Televisieserie - Rupert (Afl., Elementary My Dear Watson, 1973)
- Are You Being Served? Televisieserie - Klant met geblokt kostuum Afl., Up Captain Peacock, 1975)
- Spy Story (1976) - Melkman (Niet op aftiteling)
- Two's Company Televisieserie - Forbes (Afl., Robert's Record Player, 1976)
- Come Back, Mrs Noah Televisieserie - Fanshaw (6 afl., 1977-1978)
- It Ain't Half Hot Mum Televisieserie - Kapitein Jonathan Ashwood (56 afl., 1974-1981)
- The End of the World Man (1985) - Sir George
- Brush Strokes Televisieserie - Dominee (Episode 3.1, 1988|Episode 3.2, 1988)
- Vampire's Kiss (1989) - Andrew
- The BFG (1989) - Hoofd van de luchtmacht (Stem)
- You Rang, M'Lord? Televisieserie - Teddy Meldrum (26 afl., 1988-1993)